# 卡拉维诺
卡拉维诺（意大利语：Caravino），是意大利北部皮埃蒙特大区都灵省的一个市镇。总面积11.5平方公里，总人口1008，人口密度87.7人/平方公里（2010年12月31日）。